# Prognathodes dichrous
Prognathodes dichrous is een  straalvinnige vissensoort uit de familie van koraalvlinders (Chaetodontidae). De wetenschappelijke naam van de soort is voor het eerst geldig gepubliceerd in 1869 door Günther. De soort is endemisch in de wateren rond het eiland Sint-Helena in de Atlantische Oceaan.
De kop en de onderkant van het lichaam is donker en de bovenzijde van het lichaam en de staartvin zijn wit.
De soort staat op de Rode Lijst van de IUCN als niet bedreigd, beoordelingsjaar 2009.